# Paul Jörs
Paul Jörs (* 8. Oktober 1856 in Demmin; † 26. September 1925 in Wien) war ein deutscher Rechtshistoriker und Papyrologe.

## Familie
Paul Jörs war der Sohn des Kaufmanns Heinrich Jörs (1826–1874) und dessen Frau Pauline (1833–1856), Tochter des Wolgaster Zigarrenfabrikanten Hermann Rassow. Er heiratete 1898 Elly geborene Backhaus († 1924), die Tochter von Hermann Backhaus.

## Leben und Werk
Jörs besuchte 1867 bis 1872 das Gymnasium in Stralsund und 1872 bis 1875 in Weimar. Er begann 1876 an der Universität Bonn ein Studium der Geschichte, wechselte dann unter Beibehaltung seiner historischen und philologischen Interessen zur Rechtswissenschaft. Er wurde im Sommersemester 1876 Mitglied im Bonner Kreis. 1877 ging er an die Universität Leipzig, kehrte 1879 nach vier Semestern nach Bonn zurück, wo er 1880 das Referendarsexamen bestand. Nach der Promotion 1882 erwarb er im selben Jahr die Venia Legendi für Römisches Recht. 
Jörs wurde 1886 ordentlicher Professor an der Universität Kiel. 1888 ging er an die Universität Gießen, wo er 1892 Rektor wurde. 1896 wechselte er an die Universität Breslau und ging schließlich 1905 nach Wien, wo er 1919 korrespondierendes und 1923 ordentliches Mitglied der Akademie der Wissenschaften wurde. In seinen letzten Lebensjahren behinderte eine schwere Erkrankung seine Arbeit.
1936 wurde die Jörsgasse in Wien-Hietzing nach ihm benannt.
In den Studien von Paul Jörs nahm die Rechtsgeschichte des Römischen Reiches einen bedeutenden Teil ein. Neben dem römischen Ehe- und Privatrecht befasste er sich intensiv mit der Geschichte der römischen Rechtswissenschaft und der römischen Rechtsquellen. Als Papyrologe untersuchte er das Recht im Ägypten der römischen Kaiserzeit.

## Abgeordneter
1895/1896 war er aufgrund der Vakanz des Kanzlers der Universität Gießen Vertreter der Universität in der Ersten Kammer der Landstände des Großherzogtums Hessen. Seinen Abgeordneteneid leistete er am 19. März 1895.  

## Veröffentlichungen (Auswahl)
- Römische Rechtswissenschaft zur Zeit der Republik. Band 1: Bis auf die Catonen. Vahlen, Berlin 1888.
- Untersuchungen zur Gerichtsverfassung der römischen Kaiserzeit. Hirschfeld, Leipzig 1892.
- Die Ehegesetze des Augustus. Elwert, Marburg 1893.
- Die Reichspolitik Kaiser Justinians. von Münchow, Gießen 1893.
- Das römische Recht. In: Karl von Birkmeyer (Hrsg.): Encyclopädie der Rechtswissenschaft. Häring, Berlin 1901, S. 71–192.
- Dēmosiōsis und ekmartyrēsis. In: Zeitschrift der Savigny-Stiftung für Rechtsgeschichte (Romanistische Abteilung). Band 34 Heft 1, 1913. S. 107–158.
- Erzrichter und Chrematisten. Untersuchungen zum Mahn- und Vollstreckungsverfahren im griechisch-römischen Ägypten. In: Zeitschrift der Savigny-Stiftung für Rechtsgeschichte (Romanistische Abteilung). Band 39, Heft 1, 1918. S. 52–118.
- Geschichte und System des römischen Privatrechts. Springer, Berlin 1927.